# Đặng Luân
Đặng Luân (phồn thể: 鄧倫, giản thể: 邓伦, bính âm: Dèng lún, tiếng Anh: Allen Deng: sinh ngày 21 tháng 10 năm 1992) là một nam diễn viên người Trung Quốc, tốt nghiệp Học viện Hý kịch Thượng Hải, chuyên ngành diễn xuất. Anh nổi tiếng với các bộ phim Bởi vì được gặp em (2017), Hương mật tựa khói sương (2018)...
Năm 2012, Đặng Luân được chọn tham gia bộ phim "Không phải hoa, chẳng phải sương" bởi nữ biên kịch Quỳnh Dao và nhận được sự chú ý. Cho đến nay, Đặng Luân đã góp mặt trong 22 dự án truyền hình. Năm 2016, đóng cặp với Tôn Di trong bộ phim "Bởi vì được gặp em" được nhiều người yêu thích. Năm 2018, Đặng Luân gây tiếng vang lớn với bộ phim cổ trang đình đám "Hương mật tựa khói sương" và hai tác phẩm khác là "Hải đường kinh vũ yên chi thấu", "Nghìn lẻ một đêm". Năm 2019 ra mắt phim "Người bạn thật sự của tôi" đóng cùng với Angelababy và phim "Cố lên! Cậu là tuyệt nhất". Đến năm 2020 Đặng Luân chính thức ra mắt với khán giả bộ phim điện ảnh đầu tiên "Âm Dương Sư: Tình Nhã tập". Nhiều ý kiến cho rằng Đặng Luân chỉ nổi tiếng sau phim Hương mật tựa khói sương nhưng không thể phủ nhận rằng sự cố gắng của anh trong điện ảnh sứ Trung là không hề nhỏ.
Từ sau khi hoạt động nghệ thuật đến nay Đặng Luân luôn xây dựng hình tượng rất tốt nhưng hiện nay có thể là thời gian khá khó khăn với anh do scandal trốn thuế.

## Tiểu sử
Đặng Luân sinh ngày 21 tháng 10 năm 1992, tại thành phố Thạch Gia Trang, tỉnh Hà Bắc, Trung Quốc, tốt nghiệp Học viện Hý kịch Thượng Hải, chuyên ngành diễn xuất.

## Sự nghiệp
Năm 2012, Đặng Luân được chọn bởi biên kịch Quỳnh Dao để tham gia bộ phim "Không phải hoa, chẳng phải sương", sau đó anh được khán giả biết đến.
Năm 2013, tham gia bộ phim tình cảm "Tân Kinh hoa yên vân" bối cảnh thời Trung Hoa dân quốc. Cùng năm, tham gia bộ phim tình cảm đô thị "Gọi tôi là cô bé lọ lem".
Năm 2014, đóng vai chính trong bộ phim hài gia đình "Đãi giá lão ba" của đạo diễn Tào Tuệ Sinh. Cùng năm, đóng chung với Tôn Di trong bộ phim tình cảm "Nhật ký tình yêu tươi đẹp", đây là bộ phim đầu tiên anh đóng vai chính.
Năm 2015, tham gia bộ phim thần thoại cổ trang "Phong thần diễn nghĩa", anh đóng vai yêu tinh hồ ly chín đuôi Tử Hư, đây cũng là lần đầu tiên anh tham gia một bộ phim cổ trang. Cùng năm, đóng chung với Tôn Di trong bộ phim thanh xuân "Mười lăm năm chờ đợi chim di trú" được chuyển thể từ tiểu thuyết cùng tên của Doanh Phong, Đặng Luân được đề cao với diễn xuất của mình trong phim với vai Liễu Thiên Nhân. Sau đó tham gia các bộ phim "Nhiên tình đại địa" và "Bạch Lộc Nguyên".
Năm 2016, anh đóng vai chính trong bộ phim truyền hình tình cảm đô thị "Bởi vì được gặp em" với Tôn Di, bộ phim được chuyển thể từ bộ phim Hàn Quốc "Trái tim trong sáng" năm 2014. Bộ phim này có đứng thứ 1 trong bảng xếp hạng rating trung bình là 1,93%, trở thành những bộ phim được đánh giá cao nhất năm. Cùng năm, anh tham gia các bộ phim truyền hình "Mùa tốt nghiệp" và "Hoan Lạc Tụng 2". Ngày 10 tháng 12 cùng năm, anh đã giành được giải thưởng "Nghệ sĩ trẻ xu hướng của năm" tại Tencent Tinh Quang Đại Thưởng.
Năm 2017, đóng chung với Lý Nhất Đồng trong bộ phim tình cảm "Hải đường kinh vũ yên chi thấu". Ngày 5 tháng 6 cùng năm, anh đóng vai chính trong bộ phim truyền hình cổ trang "Sở Kiều truyện" được công chiếu lần đầu trên Hồ Nam TV. Vào tháng 6 cùng năm, anh hợp tác với Dương Tử đóng vai chính trong bộ phim thần thoại cổ trang "Hương mật tựa khói sương", đây cũng chính là dấu mốc đỉnh cao sự nghiệp của Đặng Luân. Vào tháng 9, đóng chung với Địch Lệ Nhiệt Ba trong bộ phim tình cảm "Nghìn lẻ một đêm". Cùng năm, với tư cách khách mời thường xuyên anh tham gia ghi hình cho chương trình truyền hình thực tế "Bố ơi, mình đi đâu thế mùa 5"  của Mango TV và tham gia hát ca khúc chủ đề của chương trình là "Bố ơi mình đi đâu thế". Ngày 22 tháng 11, anh đã giành được giải thưởng "Nam diễn viên triển vọng nhất của năm" tại MAN AT HIS BEST AWARD lần 14. Vào ngày 2 tháng 12, giành được giải thưởng "Nghệ sĩ được yêu thích của năm" tại IQIYI Screaming Night.
Ngày 1 tháng 1 năm 2018, anh đã giành được giải thưởng "Diễn viên mới của năm" tại Liên hoan phim truyền hình Trung Quốc. Vào tháng 5, đóng vai chính cùng với Angelababy trong bộ phim truyền hình "Người bạn thật sự của tôi. Vào tháng 8, anh được Forbes Trung Quốc chọn vào danh sách "30 người dưới 30 tuổi" của làng giải trí Trung Quốc, bao gồm 30 người dưới 30 tuổi có ảnh hưởng và có ảnh hưởng đáng kể trong lĩnh vực của họ. Vào ngày 18 tháng 12, anh giành được giải thưởng "Nam diễn viên phim truyền hình nổi tiếng của năm" tại Lễ trao giải Tencent Tinh Quang Đại Thưởng lần thứ 12. Vào ngày 20 tháng 12, anh đã giành được giải thưởng "Ngôi sao nam phim truyền hình Trung Quốc của năm" tại  Sohu Fashion Festival.
Ngày 30 tháng 3 năm 2019, tham gia chương trình tạp kỹ trải nghiệm với tư cách là khách mời thường xuyên "Trốn thoát khỏi mật thất" của Mango TV. Ngày 31 tháng 7, đóng vai chính trong bộ phim tình cảm "Cố lên! Cậu là tuyệt nhất", bộ phim được phát sóng trên Hồ Nam TV, đồng thời thực hiện ca khúc "Bỗng dưng muốn yêu em" cho bộ phim.
Ngày 19 tháng 3 năm 2020, bộ phim "Lê hấp đường phèn" mà Đặng Luân tham gia với vai trò khách mời được phát sóng. Tháng 5 năm 2020, với tư cách là khách mời, Đặng Luân đã tham gia chương trình "Thử thách cực hạn mùa 6" cùng với Vương Tấn và Lôi Giai Âm. Vào tháng 10, đóng vai chính trong bộ phim truyền hình chống dịch "Bên nhau: Tôi là Đại Liên". Vào tháng 12, lần đầu tham gia đóng vai chính trong bộ phim điện ảnh "Âm Dương Sư: Tình Nhã tập" cùng với Triệu Hựu Đình.
Ngày 4 tháng 5 năm 2021, bộ phim "Lý tưởng chiếu rọi Trung Quốc" được công chiếu, bộ phim truyền hình kỷ niệm 100 năm thành lập Đảng Trung Quốc. Ngày 7 tháng 3, tham gia ghi hình cho chương trình "Thử thách cực hạn mùa 7". Vào 20 tháng 7 năm 2021, bộ phim truyền hình lãng mạn giả tưởng "Dạ Lữ Nhân" được chuyển thể từ tiểu thuyết "Vị khách lúc nửa đêm" của Triệu Hi Chi do Đặng Luân và Nghê Ni đóng chính được khai máy.

## Danh sách phim

### Phim truyền hình
| Năm chiếu    | Tên phim                             | Tựa đề tiếng Trung     | Đạo diễn                                       | Vai diễn                   | Bạn diễn                                       | Ghi chú   |
| ------------ | ------------------------------------ | ---------------------- | ---------------------------------------------- | -------------------------- | ---------------------------------------------- | --------- |
| 2013         | Không phải hoa, chẳng phải sương     | 花非花雾非雾           | Đinh Ngưỡng Quốc, Lý Bình                      | Từ Hạo                     | Dương Tử                                       | Vai phụ   |
| 2013         | Gọi tôi cô bé lọ lem                 | 叫我灰姑娘             |                                                | Đỗ Tề Thiên                | Hải Lục                                        | Vai phụ   |
| 2014         | Tân Kinh hoa yên vân                 | 新京华烟云             |                                                | Diêu Định Phi              | Lý Thạnh                                       | Vai phụ   |
| 2015         | Đãi giá lão ba                       | 待嫁老爸               |                                                | Tô Đạt                     |                                                | Vai phụ   |
| 2015         | Nhật ký tình yêu tươi đẹp            | 爱情上上签             |                                                | Tôn Tiểu Phi               | Tôn Di                                         | Vai chính |
| 2016         | Mười lăm năm chờ đợi chim di trú     | 十五年等待候鸟         | Kha Hàn Thần                                   | Liễu Thiên Nhân            | Tôn Di                                         | Vai phụ   |
| 2017         | Kỳ Tinh ký: Thời thiếu niên tươi đẹp | 奇星记之鲜衣怒马少年时 |                                                | U Nhiên Quân               |                                                | Vai phụ   |
| 2017         | Bởi vì được gặp em                   | 因为遇见你             | Chu Hiểu Bằng                                  | Lý Vân Khải                | Tôn Di                                         | Vai chính |
| 2017         | Bạch Lộc Nguyên                      | 白鹿原                 |                                                | Lộc Triệu Hải              |                                                | Vai phụ   |
| 2017         | Hoan Lạc Tụng 2                      | 欢乐颂2                | Giản Xuyên Hoà, Trương Khai Trụ                | Tạ Đồng                    | Kiều Hân                                       | Vai phụ   |
| 2017         | Sở Kiều truyện                       | 楚乔传                 | Ngô Cẩm Nguyên, Trương Kiền Văn, Trần Quốc Hoa | Tiêu Sách                  | Triệu Lệ Dĩnh, Lâm Canh Tân, Đậu Kiêu, Lý Thấm | Vai phụ   |
| 2018         | Nghìn lẻ một đêm                     | 一千零一夜             | Kim Sâm                                        | Bách Hải                   | Địch Lệ Nhiệt Ba                               | Vai chính |
| 2018         | Hương mật tựa khói sương             | 香蜜沉沉烬如霜         | Chu Nhuệ Bân                                   | Húc Phượng                 | Dương Tử                                       | Vai chính |
| 2019         | Phong thần diễn nghĩa                | 封神演义               |                                                | Từ Hử                      | La Tấn, Vương Lệ Khôn                          | Vai phụ   |
| 2019         | Người bạn thực sự của tôi            | 我的真朋友             | Trương Tư Liên                                 | Thiệu Bồng Thanh           | Angelababy                                     | Vai chính |
| 2019         | Cố lên! Cậu là tuyệt nhất            | 加油，你是最棒的       |                                                | Hách Trạch Vũ              | Mã Tư Thuần                                    | Vai chính |
| 2019         | Hải đường kinh vũ yên chi thấu       | 海棠经雨胭脂透         | Hà Chú Bồi                                     | Lãng Nguyệt Hiên           | Lý Nhất Đồng                                   | Vai chính |
| 2020         | Lê hấp đường phèn                    | 冰糖炖雪梨             | Chu Nhuệ Bân                                   | Từ Phong                   | Trương Tân Thành                               | Cameo     |
| 2020         | Bên nhau: Tôi là Đại Liên            | 在一起: 我是大连       | Bành Tam Nguyên                                | Đại Liên / Tống Tiểu Cường | Lý Thấm                                        | Vai chính |
| 2021         | Lý tưởng chiếu rọi Trung Quốc        | 理想照耀中国           | Phó Đông Dục                                   | Ngô Tổ Thái                | Vương Tuấn Khải, Hầu Minh Hạo                  | Vai chính |
| (chưa chiếu) | Mùa tốt nghiệp                       | 毕业季                 |                                                | An Cảnh Thần               | Krystal Jung                                   | Vai chính |
| (chưa chiếu) | Nhiên tình đại địa                   | 燃情大地               | Đinh Tiểu Hùng                                 | Mã Trừ Tịch                |                                                | Vai phụ   |
| (chưa chiếu) | Dạ Lữ Nhân                           | 夜旅人                 |                                                | Thịnh Thanh Nhượng         | Nghê Ni                                        | Vai chính |

### Phim điện ảnh
| Năm phát sóng | Tên phim                  | Tên gốc | Đạo diễn        | Vai diễn | Bạn diễn       | Ghi chú   |
| ------------- | ------------------------- | ------- | --------------- | -------- | -------------- | --------- |
| 2020          | Âm Dương Sư: Tình Nhã tập | 晴雅集  | Quách Kính Minh | Bác Nhã  | Triệu Hựu Đình | Vai chính |
| Chưa chiếu    | Âm Dương Sư: Lang Dạ khúc | 泷夜曲  | Quách Kính Minh | Bác Nhã  | Triệu Hựu Đình | Vai chính |

## Âm nhạc
| Thời gian phát hành  | Tên bài hát           | Tựa đề tiếng Trung | Thông tin                                                         | Ghi chú              |
| -------------------- | --------------------- | ------------------ | ----------------------------------------------------------------- | -------------------- |
| 27 tháng 5 năm 2017  | Trời tối rồi          | 天已黑             | Bài hát của phim truyền hình "Hoan Lạc Tụng 2"                    |                      |
| 31 tháng 5 năm 2017  | Yêu thì yêu thôi      | 爱我所爱           | Bài hát của phim truyền hình "Hoan Lạc Tụng 2"                    |                      |
| 23 tháng 3 năm 2018  | Hoa bất ngữ           | 花不语             | Bài hát kết thúc của phim truyền hình "Nghìn lẻ một đêm"          |                      |
| 25 tháng 7 năm 2018  | Thiên địa vô sương    | 天地无霜           | Bài hát chủ đề của bộ phim truyền hình "Hương mật tựa khói sương" | song ca với Dương Tử |
| 31 tháng 10 năm 2018 | Làm mới cố cung       | 上新了·故宫        | Bài hát chủ đề của chương trình tạp kỹ "Làm mới cố cung mùa 1"    |                      |
| 25 tháng 7 năm 2019  | Bỗng dưng muốn yêu em | 突然想爱你         | Bài hát của phim "Cố lên! Cậu là giỏi nhất"                       |                      |
| 24 tháng 10 năm 2019 | Chờ đợi yêu           | 等 爱              | Bài hát kết thúc của phim "Hải đường kinh vũ yên chi thấu"        | song ca với A Lan    |
| 26 tháng 12 năm 2019 | Khiên tinh thuật      | 牵星术             | Bài hát chủ đề của chương trình tạp kỹ "Làm mới cố cung mùa 2"    |                      |
| 21 tháng 11 năm 2020 | Tử cấm thu            | 紫禁秋             | Bài hát chủ đề của chương trình tạp kỹ "Làm mới cố cung mùa 3"    |                      |
| 24 tháng 12 năm 2020 | Si tình mộ            | 痴情冢             | Bài hát chủ đề kết thúc phim "Âm Dương Sư: Tình Nhã tập"          |                      |

## Show truyền hình
| Năm  | Thời gian  | Chương Trình                   | Tựa đề tiếng Trung | Kênh           | Ghi chú                                                            |
| ---- | ---------- | ------------------------------ | ------------------ | -------------- | ------------------------------------------------------------------ |
| 2013 | 27-7-2013  | Happy Camp                     | 快乐大本营         | Hồ Nam TV      | Đoàn phim "Không phải hoa, chẳng phải sương"                       |
| 2017 | 15-4-2017  | Happy Camp                     | 快乐大本营         | Hồ Nam TV      | Đoàn phim "Bởi vì được gặp em", hát ca khúc "Muốn hát cho em nghe" |
| 2017 | 10-6-2017  | Happy Camp                     | 快乐大本营         | Hồ Nam TV      | khách mời                                                          |
| 2017 | 10-6-2017  | Khóa giới ca vương mùa 2       | 跨界歌王第二季     | Bắc Kinh TV    | hát ca khúc "Khóc không được"                                      |
| 2017 | 17-6-2017  | Khóa giới ca vương mùa 2       | 跨界歌王第二季     | Bắc Kinh TV    | hát các ca khúc "Bướng bỉnh"; "Rung động"                          |
| 2017 | 22-7-2017  | Happy Camp                     | 快乐大本营         | Hồ Nam TV      | khách mời                                                          |
| 2017 | 14-9-2017  | Bố ơi, mình đi đâu thế mùa 5   | 爸爸去哪儿第五季   | Mango TV       | Khách mời thường trú                                               |
| 2018 | 24-03-2018 | Happy Camp                     | 快乐大本营         | Hồ Nam TV      | khách mời                                                          |
| 2018 | 24-03-2018 | Tôi là đại trinh thám          | 我是大侦探         | Hồ Nam TV      | Khách mời thường trú                                               |
| 2018 | 26-8-2018  | Shake It Up                    | 新舞林大会         | Dragon TV      | khách mời                                                          |
| 2018 | 1-10-2018  | Happy Camp                     | 快乐大本营         | Hồ Nam TV      | khách mời                                                          |
| 2018 | 9-11-2018  | Làm mới cố cung mùa 1          | 上新了·故宫        | Bắc Kinh TV    | Nhà phát triển sản phẩm sáng tạo của Tử Cấm Thành                  |
| 2018 | 16-11-2018 | Minh tinh đại trinh thám mùa 4 | 明星大侦探第四季   | Hồ Nam TV      | khách mời                                                          |
| 2019 | 10-04-2019 | Trốn thoát khỏi mật thất mùa 1 | 密室大逃脱第一季   | Mango TV       | Khách mời thường trú                                               |
| 2019 | 18-5-2019  | Hương vị quen thuộc mùa 4      | 熟悉的味道第四季   | Chiết Giang TV | khách mời                                                          |
| 2019 | 21-08-2019 | Tôi muốn chơi bóng rổ          | 我要打篮球         | Tencent Video  | nhóm trưởng                                                        |
| 2019 | 03-08-2019 | Happy Camp                     | 快乐大本营         | Hồ Nam TV      | khách mời                                                          |
| 2019 | 24-08-2019 | Happy Camp                     | 快乐大本营         | Hồ Nam TV      | khách mời                                                          |
| 2019 | 18-10-2019 | Làm mới cố cung mùa 2          | 上新了·故宫第二季  | Bắc Kinh TV    | Nhà phát triển sản phẩm sáng tạo của Tử Cấm Thành                  |
| 2020 | 10-05-2020 | Thử thách cực hạn mùa 6        | 极限挑战第六季     | Dragon TV      | khách mời thường trú                                               |
| 2020 | 30-06-2020 | Trốn thoát khỏi mật thất mùa 2 | 密室大逃脱第二季   | Mango TV       | Khách mời thường trú                                               |
| 2020 | 17-10-2020 | Đây chính là Slam Dunk         | 这！就是灌篮第三季 | Youku          | Người quản lý chính                                                |
| 2020 | 24-10-2020 | Làm mới cố cung mùa 3          | 上新了·故宫第三季  | Bắc Kinh TV    | Nhà phát triển sản phẩm sáng tạo của Tử Cấm Thành                  |
| 2020 | 12-12-2020 | Happy Camp                     | 快乐大本营         | Hồ Nam TV      | khách mời                                                          |
| 2021 | 4-4-2021   | Thử thách cực hạn mùa 7        | 极限挑战第七季     | Dragon TV      | Khách mời thường trú                                               |
| 2021 | 06-05-2021 | Trốn thoát khỏi mật thất mùa 3 | 密室大逃脱第三季   | Mango TV       | Khách mời thường trú                                               |
| 2022 | 17-5-2022  | Minh tinh đại trinh thám mùa 7 | 明星大侦探第五季   | Mango TV       | khách mời                                                          |

## Giải thưởng
| Năm  | Lễ trao giải                                   | Giải thưởng                                           | Phim                             | Kết quả   | Tham khảo |
| ---- | ---------------------------------------------- | ----------------------------------------------------- | -------------------------------- | --------- | --------- |
| 2016 | Tencent Tinh Quang Đại Thưởng                  | Nghệ sĩ trẻ xu hướng của năm                          | Mười lăm năm chờ đợi chim di trú | Đoạt giải | [ 17 ]    |
| 2017 | Lễ trao giải truyền hình Weibo 2017            | Nghệ sĩ đột phá của năm                               | Bạch Lộc Nguyên                  | Đoạt giải | [ 40 ]    |
| 2017 | MAN AT HIS BEST AWARD lần 14                   | Nam diễn viên triển vọng nhất trong năm               |                                  | Đoạt giải | [ 23 ]    |
| 2017 | IQIYi Screaming Night lần 6                    | Nghệ sĩ nổi tiếng của năm                             |                                  | Đoạt giải | [ 24 ]    |
| 2018 | Quốc Kịch Thịnh Điển lần 9                     | Diễn viên mới của năm                                 |                                  | Đoạt giải | [ 25 ]    |
| 2018 | Lễ trao giải chất lượng phim truyền hình       | Ngôi sao uy tín của năm                               | Bởi vì được gặp em               | Đoạt giải | [ 41 ]    |
| 2018 | MAN AT HIS BEST AWARD lần 15                   | Nam diễn viên truyền hình của năm                     |                                  | Đoạt giải | [ 42 ]    |
| 2018 | 2018 Tencent Video Starlight Festival          | Nam diễn viên truyền hình nổi tiếng của năm           |                                  | Đoạt giải | [ 27 ]    |
| 2018 | Giải thưởng Hoa Đỉnh lần 19                    | Nam diễn viên chính xuất sắc nhất trong phim cổ trang | Hương mật tựa khói sương         | Đề cử     | [ 43 ]    |
| 2018 | IQIYi Screaming Night 2019                     | Nghệ sĩ nổi tiếng của năm                             | Hương mật tựa khói sương         | Đoạt giải | [ 44 ]    |
| 2018 | Sohu Fashion Festival                          | Giải thưởng sao nam phim truyền hình quốc gia của năm |                                  | Đoạt giải | [ 28 ]    |
| 2019 | Weibo Night                                    | Nghệ sĩ nổi tiếng của năm trên Weibo                  |                                  | Đoạt giải | [ 45 ]    |
| 2019 | GQ MEN OF THE YEAR 2019                        | Đại sứ thiện chí của GQ                               |                                  | Đoạt giải | [ 46 ]    |
| 2019 | Lễ trao giải Diễn viên Trung Quốc lần 6        | Nam diễn viên chính xuất sắc nhất                     | Người bạn thực sự của tôi        | Đề cử     | [ 47 ]    |
| 2019 | Giải thưởng Truyền hình Châu Á lần 24          | Nam diễn viên chính xuất sắc nhất                     | Người bạn thực sự của tôi        | Đề cử     | [ 48 ]    |
| 2019 | Liên hoan phim và truyền hình mạng Kim Cốt Đóa | Nam diễn viên chính xuất sắc nhất                     | Người bạn thực sự của tôi        | Đề cử     | [ 49 ]    |
| 2020 | Lễ trao giải Diễn viên Trung Quốc lần thứ 7    | Nam diễn viên chính xuất sắc nhất                     |                                  | Đề cử     | [ 50 ]    |
| 2020 | GQ MEN OF THE YEAR 2020                        | Nghệ sĩ có động lực của năm                           |                                  | Đoạt giải |           |
| 2020 | MAN AT HIS BEST AWARD lần 17                   | Nghệ sĩ có giá trị thương mại nhất của năm            |                                  | Đoạt giải | [ 51 ]    |

### Thành tích khác
| Năm  | Thành tích                                                                             | Tham khảo |
| ---- | -------------------------------------------------------------------------------------- | --------- |
| 2017 | CBN Weekly "TOP100 ngôi sao có giá trị thương mại nhất Trung Quốc 2017" (xếp hạng #51) | [ 52 ]    |
| 2018 | Forbes Trung Quốc 30 dưới 30 tuổi cho Giải trí Trung Quốc                              | [ 53 ]    |
| 2019 | Danh sách 100 người nổi tiếng của Forbes Trung Quốc (xếp thứ 21)                       | [ 54 ]    |
| 2019 | TCCAsia 100 gương mặt đẹp trai nhất châu Á 2019 (xếp thứ 5)                            | [ 55 ]    |
| 2020 | Danh sách 100 người nổi tiếng của Forbes Trung Quốc (xếp thứ 34)                       | [ 56 ]    |
| 2020 | Bảo tàng tượng sáp Madame Tussauds Thượng Hải                                          | [ 57 ]    |
| 2020 | TCCAsia 100 gương mặt đẹp trai nhất châu Á 2020 (xếp thứ 54)                           | [ 58 ]    |

## Phát ngôn, đại sứ thương hiệu

### Phát ngôn
| Năm  | Thương Hiệu                             | Vai trò                                              | Ghi chú                               |
| ---- | --------------------------------------- | ---------------------------------------------------- | ------------------------------------- |
| 2017 | Make Up For Ever                        | Người phát ngôn ở Trung Quốc                         | Kết thúc vào năm 2018                 |
| 2017 | MEIFUBAO                                | Người phát ngôn thương hiệu                          | Kết thúc vào năm 2018                 |
| 2017 | TJOY                                    | Người phát ngôn thương hiệu                          | Kết thúc vào năm 2018                 |
| 2017 | Snack Cheese & Art (酪艺芝士)           | Người phát ngôn thương hiệu                          | Kết thúc vào năm 2018                 |
| 2017 | Bếp điện tích hợp Fengtian (风田集成灶) | Người phát ngôn thương hiệu                          | Kết thúc vào năm 2018                 |
| 2017 | Muối tre LG (LG竹盐)                    | Người phát ngôn ở Trung Quốc                         | Kết thúc vào năm 2018                 |
| 2018 | Avon                                    | Cán bộ trọng lực nước hoa (Fragrance officer)        | Kết thúc vào năm 2018                 |
| 2018 | Gichancy                                | người phát ngôn chăm sóc da (Skin care spokesperson) | Kết thúc vào năm 2018                 |
| 2018 | 统帅 Leader (Thống Soái)                | Người phát ngôn thời trang                           | Kết thúc vào năm 2018                 |
| 2018 | Jack&Jones                              | Người phát ngôn ở Trung Quốc                         | 2018 - nay                            |
| 2018 | Baidu APP                               | Người phát ngôn Siêu thám hiểm (Super Explorer)      | 2018 - nay                            |
| 2019 | TELUNSU                                 | Người phát ngôn thương hiệu                          | kết thúc                              |
| 2019 | Bally                                   | Người phát ngôn thương hiệu ở Châu Á Thái Bình Dương | kết thúc                              |
| 2019 | Adidas                                  | Người phát ngôn thương hiệu                          | Kết thúc vào ngày 25 tháng 3 năm 2021 |
| 2019 | Biotherm                                | Người phát ngôn thương hiệu                          | 2019 - nay                            |
| 2019 | Joyoung                                 | Người phát ngôn thương hiệu                          | 2019 - nay                            |
| 2019 | Only Photo (唯一旅拍)                   | Người phát ngôn thương hiệu                          | Kết thúc vào tháng 10 năm 2020        |
| 2019 | Cá cay Jin Zai                          | Người phát ngôn thương hiệu                          | 2019 - nay                            |
| 2019 | Mask Leaders                            | Người phát ngôn thương hiệu ở Châu Á Thái Bình Dương | kết thúc                              |
| 2019 | APP Tiểu Trư (小猪短租)                 | Người phát ngôn sản phẩm                             | 2019 - nay                            |
| 2019 | Rio                                     | Người phát ngôn sản phẩm                             | kết thúc                              |
| 2019 | Lock & Lock                             | Người phát ngôn thương hiệu                          | 2019 - nay                            |
| 2019 | Trà trái cây mật ong Meco               | Người phát ngôn thương hiệu                          | Kết thúc vào tháng 12 năm 2020        |
| 2019 | Himalaya                                | Phát ngôn viên VIP                                   | Đến nay                               |
| 2019 | Helen Keller                            | Người phát ngôn thương hiệu                          | Đến nay                               |
| 2020 | Son L'Oréal Paris                       | Người phát ngôn ánh nắng mặt trời (Sunshine)         | Đến nay                               |
| 2020 | Pepsi                                   | Người phát ngôn về hương vị Osmanthus                | Đến nay                               |
| 2020 | FOREO                                   | Người phát ngôn thương hiệu toàn cầu                 | Đến nay                               |
| 2020 | Acqua Panna                             | Người phát ngôn thương hiệu                          | Đến nay                               |
| 2020 | Voolga Fuerjia Mask                     | Người phát ngôn thương hiệu                          | Đến nay                               |
| 2020 | Gia Vị Lẩu Haorenjia (好人家)           | Người phát ngôn thương hiệu                          | Đến nay                               |
| 2020 | Chuyển phát nhanh Cainiao Guoguo        | Người phát ngôn thương hiệu                          | Đến nay                               |
| 2020 | Bia Corona Extra                        | Người phát ngôn thương hiệu                          | Đến nay                               |
| 2020 | BULGARI                                 | Người phát ngôn ở Trung Quốc                         | Đến nay                               |
| 2020 | L'Oréal Paris                           | Người phát ngôn trang điểm (Makeup)                  | Đến nay                               |
| 2020 | Ralph Lauren                            | Người phát ngôn thương hiệu nước hoa ở Trung Quốc    | Đến nay                               |
| 2020 | Junlebao Yogurt                         | Người phát ngôn thương hiệu                          | Đến nay                               |
| 2021 | Roger Vivier                            | Người phát ngôn thương hiệu                          | Đến nay                               |
| 2021 | Sophia Home Collection                  | Người phát ngôn thương hiệu toàn cầu                 | Đến nay                               |
| 2021 | Kem chống nắng Naris Parasola           | Người phát ngôn thương hiệu                          | Đến nay                               |
| 2021 | Quaker                                  | Người phát ngôn thương hiệu                          | Đến nay                               |

### Đại sứ thương hiệu
| Năm  | Thương hiệu             | Vai trò                                       | Ghi chú |
| ---- | ----------------------- | --------------------------------------------- | ------- |
| 2018 | Ermenegildo Zegna       | Đại sứ Trung Quốc cho Mùa xuân và Mùa hè 2018 |         |
| 2018 | MartiDerm               | Đại sứ "Ampoule"                              |         |
| 2018 | Intel                   | Đại sứ xúc tiến Trung Quốc                    |         |
| 2018 | Vipshop                 | Đại sứ khuyến mãi                             |         |
| 2018 | Utena                   | Đại sứ thương hiệu                            |         |
| 2018 | Snack Lay's             | Đại sứ thương hiệu                            |         |
| 2018 | L'Oreal Paris           | Đại sứ thương hiệu                            |         |
| 2019 | Bánh Oreo               | Đại sứ sự kiện AR                             |         |
| 2019 | Ord Maidong             | Đại sứ nhà nước                               |         |
| 2019 | Acqua Di Parma          | Đại sứ thương hiệu                            |         |
| 2019 | 善存 Centrum            | Chuyên viên kinh nghiệm dinh dưỡng Rainbow    |         |
| 2020 | BVLGARI                 | Bạn thân thương hiệu                          |         |
| 2021 | APP Tiểu Mang (小芒APP) | Người giới thiệu phòng bí mật                 | [ 59 ]  |

## Vấn đề pháp lý

### Trốn thuế
Vào ngày 15 tháng 3 năm 2022, Phòng Thanh tra số 4 của Cục Thuế Thượng Hải đã phân tích thêm dữ liệu lớn về thuế và phát hiện Đặng Luân có dấu hiệu trốn thuế nên đã tiến hành thanh tra toàn diện và chuyên sâu về thuế đối với anh theo luật định. Sau khi điều tra, phát hiện Đặng Luân từ năm 2019 đến năm 2020, đã khai man bằng cách chuyển đổi bản chất thu nhập từ các doanh nghiệp ảo, trốn thuế thu nhập cá nhân 47,6582 triệu nhân dân tệ và nộp thuế thu nhập cá nhân 13,9932 triệu nhân dân tệ.
Trong quá trình thanh tra thuế, Đặng Luân đã tích cực hợp tác với thanh tra, chủ động nộp 44,5503 triệu nhân dân tệ tiền thuế, đồng thời chủ động báo cáo các sai phạm về thuế mà cơ quan thuế chưa xử lý. Xem xét các trường hợp trên, Phòng Thanh tra của Cục Thuế Thượng Hải đã buộc tội Đặng Luân về hành vi trốn thuế và yêu cầu anh đóng 106 triệu nhân dân tệ bao gồm tiền thuế, tiền chậm nộp và tiền phạt.
Cùng ngày, Đặng Luân đã đăng một bức thư xin lỗi trên tài khoản Weibo của mình: "Trong quá trình hợp tác với chi cục thuế, tôi đã tự kiểm điểm sâu sắc và nhận ra những sai lầm của bản thân. Tôi chấp nhận mọi quyết định của cơ quan thuế và sẵn sàng chịu mọi trách nhiệm và hậu quả. Tôi vẫn sẽ tiếp tục làm việc chăm chỉ và xin gửi lời xin lỗi sâu sắc đến công chúng vì đã để xảy ra chuyện này trong thời gian dịch bệnh nghiêm trọng." Bản thân anh sau đó bị phong sát khi tài khoản Weibo của diễn viên 30 tuổi và tài khoản Weibo công ty quản lý Đặng Luân bị xóa sổ, ngày 15/3. Tài khoản Douyin (TikTok phiên bản nội địa Trung Quốc) của anh cũng bị khóa vì "vi phạm nội quy mạng xã hội". Ngoài ra, loạt fanpage của Đặng Luân không còn tồn tại. Nam diễn viên mất mọi hợp đồng quảng cáo, trong đó có hợp đồng với L'Oréal, Viomi cùng nhiều thương hiệu đồ ăn, trò chơi điện tử, trang sức...